# Bécsi Magyar Újság
Bécsi Magyar Újság (1919. október 31. – 1923. december 26.) napilap. Székhely: Bécs. Az I. világháború és a forradalmak után Bécsbe menekült magyar emigráció alapította, szerkesztette és működtette.

## Szerkesztői, munkatársai, szellemisége
A lap szellemi irányítói 1920-ban Róna Lajos, Lázár Jenő, majd Bölöni György voltak. 1921-től Jászi Oszkár határozta meg a lap szellemiségét, a továbbiakban az ő polgári radikális felfogása került előtérbe. Bírálták a magyarországi fehérterrort és egyben az 1919-es bolsevista kísérletet is. A munkatársak a baloldali és a polgári radikális körökből verbuválódtak, köztük Balázs Béla, Lorsy Ernő, Dénes Zsófia, Déry Tibor, Gábor Andor, Jászi Oszkár, Károlyi Mihály, Kassák Lajos, Kőhalmi Béla, Németh Andor, Polányi Károly, Rónai Zoltán, Szende Pál. Anyagi problémák és a munkatársak szétszóródása miatt szűnt meg a lap 1923 decemberében.